# کارولین سانشاین
کارولین سانشاین (انگلیسی: Caroline Sunshine؛ زاده ۵ سپتامبر ۱۹۹۵) یک هنرپیشه، و خواننده اهل ایالات متحده آمریکا است. وی از سال ۲۰۰۸ میلادی تاکنون مشغول فعالیت بوده‌است.

## بخشی از فیلمشناسی
از فیلم‌ها یا برنامه‌های تلویزیونی که وی در آن نقش داشته‌است می‌توان به آثار زیر اشاره کرد.
- مارمادوک (فیلم) (۲۰۱۰)
- مدرسه نوابغ (۲۰۱۲)
- فندق‌شکن (باله) (۲۰۰۵)
- در صحنه (۲۰۰۶)